# Chrysocale betzi
Chrysocale betzi är en fjärilsart som beskrevs av Pierre E.L. Viette 1980. Chrysocale betzi ingår i släktet Chrysocale och familjen björnspinnare. Inga underarter finns listade i Catalogue of Life.